# Cratère d'Ilumetsä

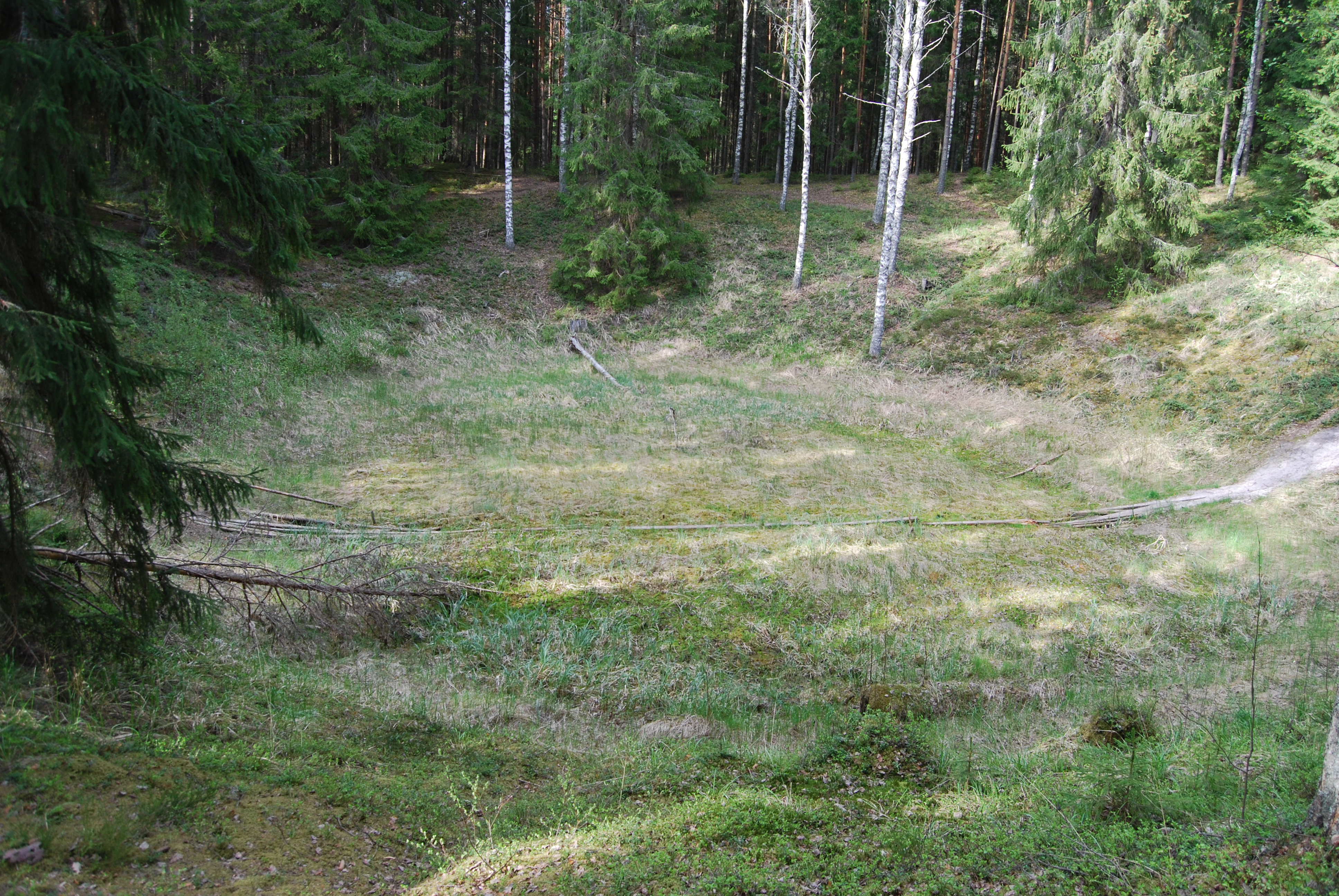
Cratère d'Ilumetsä

Le cratère d'Ilumetsä est un cratère d'impact situé en Estonie.
Son diamètre est de 80 m et son âge est d'environ 6600 ans.

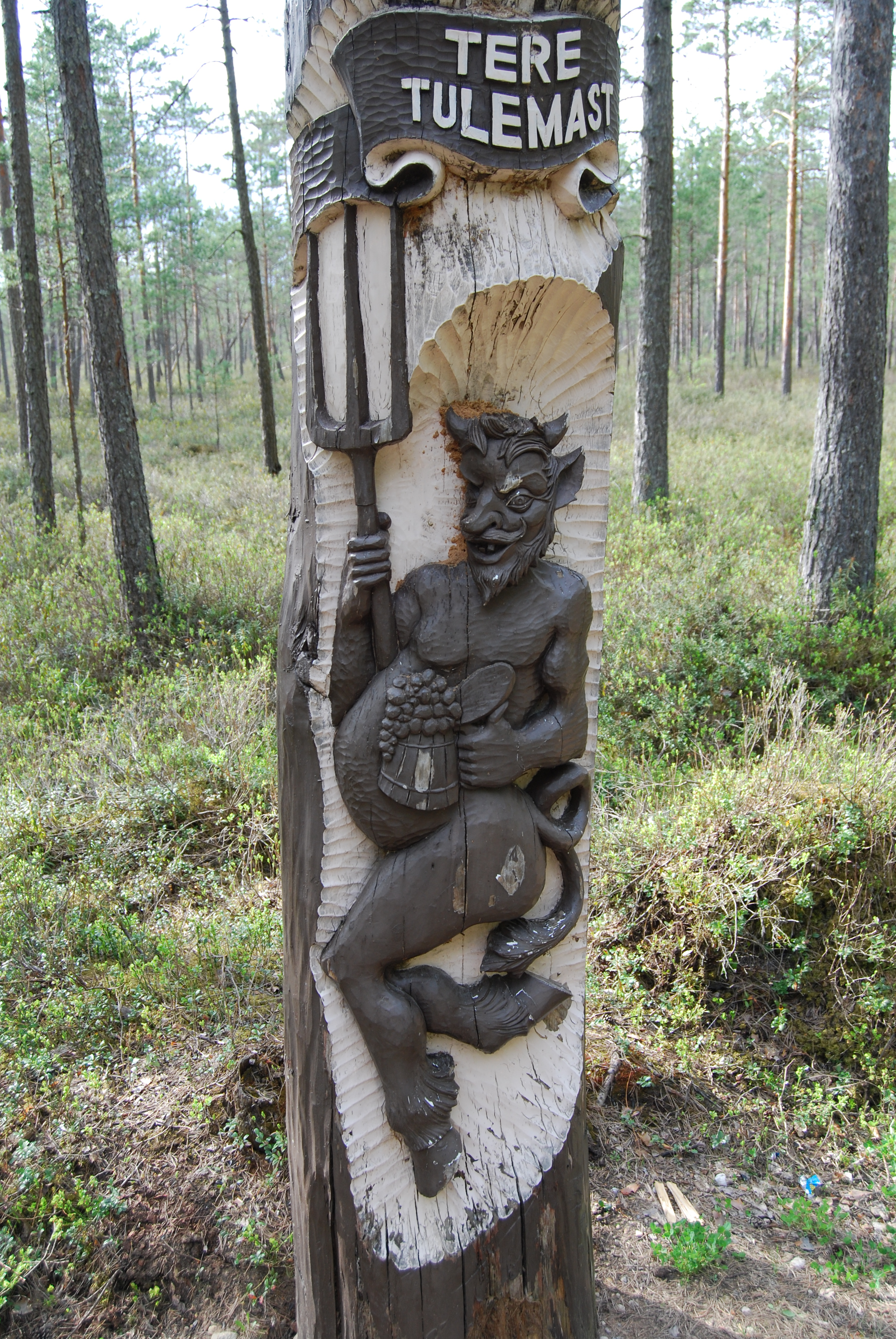
Sculpture sur le chemin du cratère d'Ilumetsä